# Gare d’Arengosse
Gare d'Arengosse vasútállomás Franciaországban, Arengosse településen.

## Vasútvonalak
Az állomást az alábbi vasútvonalak érintik:
- Morcenx–Bagnères-de-Bigorre-vasútvonal

## Kapcsolódó állomások
A vasútállomáshoz az alábbi állomások vannak a legközelebb:
- Gare de Morcenx
- Gare d'Ygos